# Dvorac Borkovec
Dvorac Borkovec je višeslojni objekt u gradu Zlataru, zaštićeno kulturno dobro.

## Opis dobra
Dvorac je sagrađen 1795. g. na povišenom položaju SI od Zlatara, kao jednokatna građevina pravokutnog tlocrta, zaključena dvostrešnim krovištem. Prostorno je simetrično koncipiran s predvorjem u sredini koje seže do začelnog perimetralnog zida dok su s obje strane po dvije prostorije. U dnu predvorja je trokrako stubište koje vodi na kat, gdje se u osnovi ponavlja tlocrtni raspored prizemlja s tim da je središnja zona znatno šira u odnosu na prizemnu. Vanjština dvorca jednostavno je oblikovana. Glavno je pročelje artikulirano rasterom plitkih traka koje formiraju dva niza pravokutnih polja različitih dimenzija koja se protežu kroz dvije etaže.

## Zaštita
Pod oznakom Z-2366 zavedena je kao nepokretno kulturno dobro - pojedinačno, pravna statusa zaštićena kulturnog dobra, klasificirano kao "profana graditeljska baština".